# 후지이 고야
후지이 고야(일본어: 藤井 皓也, 2001년 8월 29일~)는 일본의 축구 선수이다.

## 구단 경력
그는 2024년 J2리그의 로아소 구마모토에 입단했다.